# Canton de Romainville
Le canton de Romainville est une ancienne division administrative française située dans le département de la Seine-Saint-Denis et la région Île-de-France.
Il a intégré le canton de Bagnolet lors du redécoupage cantonal de 2014 en France.

## Histoire

### Canton de la Seine-Saint-Denis
Le canton est créé a été créé par le décret du 20 juillet 1967, lors de la constitution du département de la Seine-Saint-Denis. Il comprenait Romainville et une partie de Montreuil.
Lors du redécoupage cantonal de 1976 est créé le canton de Montreuil-Nord, qui comprend une partie de la commune de Montreuil, par démembrement des cantons de Montreuil-Ouest, Montreuil-Est et de  Romainville.
Un nouveau découpage territorial de la Seine-Saint-Denis entré en vigueur à l'occasion des premières élections départementales suivant le décret du 21 février 2014. Les conseillers départementaux sont, à compter de ces élections, élus au scrutin majoritaire binominal mixte. Les électeurs de chaque canton élisent au Conseil départemental, nouvelle appellation du Conseil général, deux membres de sexe différent, qui se présentent en binôme de candidats. Les conseillers départementaux sont élus pour 6 ans au scrutin binominal majoritaire à deux tours, l'accès au second tour nécessitant 12,5 % des inscrits au 1er tour. En outre, la totalité des conseillers départementaux est renouvelée. Ce nouveau mode de scrutin nécessite un redécoupage des cantons dont le nombre est divisé par deux avec arrondi à l'unité impaire supérieure si ce nombre n'est pas entier impair, assorti de conditions de seuils minimaux. En Seine-Saint-Denis, le nombre de cantons passe ainsi de 40 à 21.
Dans ce cadre, le canton est intégré dans celui de Bagnolet à compter des élections départementales françaises de 2015.

## Administration
| Période | Période | Identité       | Étiquette | Qualité |
| ------- | ------- | -------------- | --------- | --- |
| 1967    | 1985    | Léon Mérino    | PCF       | Marin, docker, puis ajusteur Adjoint au maire de Romainville |
| 1985    | 2004    | Robert Clément | PCF       | Ouvrier, puis technicien de l’industrie chimique Maire de Romainville (1980 → 1998) Président du conseil général (1993 → 2004)                                                              |
| 2004    | 2015    | Corinne Valls  | DVG       | Ancienne directrice de cabinet de Robert Clément Maire de Romainville (1998 → ) Vice-présidente du conseil général (2008 → 2015) Conseillère départementale du canton de Bagnolet (2015 → ) |

## Composition

### Période 1967 - 1976
Le canton était constitué, selon la toponymie du décret de 1967, de 

« a) La commune de Romainville.

b) La partie de la commune de Montreuil délimitée à l'Est par l'axe du boulevard Aristide-Briand, l'axe du
boulevard Paul-Vaillant-Couturier (jusqu'au rond-point d'Alsace-Lorraine) ; au Sud par l'axe de l'avenue Faidherbe (jusqu'à la rue des Caillots), l'axe de la rue des Caillots (jusqu'à la rue Buffon), l'axe de la rue Buffon (jusqu'à l'avenue Pasteur), l'axe de la rue Hoche »

### Période 1976 - 2015
Après le redécoupage de 1976, le canton n'était constitué que par la commune de Romainville, en totalité.
| Communes    | Population (2012) | Code postal | Code Insee |
| ----------- | ----------------- | ----------- | ---------- |
| Romainville | 25 512            | 93 230      | 93 063     |

## Démographie
| 1962   | 1968   | 1975   | 1982   | 1990   | 1999   | 2006   | 2011   | - | - |
| ------ | ------ | ------ | ------ | ------ | ------ | ------ | ------ | - | - |
| 23 494 | 24 091 | 26 260 | 25 363 | 23 563 | 23 779 | 25 199 | 25 512 | - | - |